# مستذئب

صورة توقعية للمستذئب

المستذئب هو شخصية خيالية مبنية على أسطورة تحول الرجل إلى ذئب عند اكتمال القمر في كل شهر. يمشي في أي مكان ويجوب الغابات بحثاً عن الضحايا. عند شروق الشمس يعود إلى حالته الطبيعية البشرية كإنسان. يظهر المستذئب في العديد من قصص الخيال والرعب.
أسطورة المستذئب من أقدم وأشهر الأساطير في تاريخ البشرية. يوجد قصصًا عن المستذئبين في التاريخ القديم،وقد يوجد أيضاً الكثير من القصص عن هذه المخلوقات المتحوّلة في الصين، رومانيا، آيسلاند والبرازيل وهايتي.
في الولايات المتحدة والعالم عمومًا يسمى بـWerewolf وفي المملكة المتحدة وبعض الدول الأوروبية يسمى بالـLycane أما في اللغة العربية يسمى بـالمذؤوب أو المستذئب، لكن أيًّا كانت التسمية فهي تتكلم عن شخص واحد يتحول في ضوء القمر إلى ذئب في حجم إنسان. وهناك عدة أفلام ومسلسلات تتكلم عن هذه الأسطورة. فمثلًا المسلسل المعروف Teenwolf يتكلم عن هذا النوع من الأساطير فهنالك مسميات كالذئب الحقيقي والذئب القائد ولكن كل هذه المسميات ترجع لكونها حيوان متوحش أو بالأحرى ذئب كبير.

## الجانب الأسطوري
هنالك الكثير من القيل والقال في هذه الأسطورة لكننا سنتناول 3 قصص مختلفة تغطي ما يلزمنا لفهمها
الأسطورة الأولى:
انها إحدى الكتابات المبكرة عن المستذئبين وقد كان مصدرها الإغريق ورومانيا، أن آلهتهم المزعومة قد مرت بقصر الملك " Lycaeon ", لكنه لم يصدق أنهم آلهة، لذلك فقد وضع بعض اللحم البشري في إحدى الأطباق العديدة التي وزعت على مأدبة الاحتفال بهم.و بالرغم أكل لحوم البشر أمر مقيت لكنه في تلك المناطق النائية كان يعامل باستخفاف، باكتشاف الطبق المعني كان غضب الآلهة عليه كان شديداً فسخطوه إلى ذئب، فبما انه يحب اكل لحم البشر فان هذه الصورة تناسبه أكثر.. فإنسان يأكل إنساناً هو أمرٌ مشين أما ذئب يأكل إنساناً فهي شريعة الغابة ولا أكثر.
الأسطورة الثانية:
و هي أيضاً من رومانيا تقول الأسطورة أن «كورنفيليوس» رجل نبيل عاش في قرية أصابها بعد حين وباء مات الجميع من اثره ما عداه حيث لم يصب حتى بسعلة كأنما اكتسب مناعة من نوع ما، جاء من بعده 3 أولاد واحد عضه الخفاش فصار مصاص الدماء والآخر عضه الذئب فأصبح مستذئباً والأخير حكم عليه ان يمضي وحيداً في طريق البشر الفانين.
مثلت هذه الأسطورة في فيلم Underworld ببراعة تامة.
الأسطورة الثالثة:
و تأتينا من ترانسلفانيا يقال انها نشأت من اسرة اسمها «سخاروزان», عائلة اقطاعية منذ القرون الوسطى حكمت البلاد بالحديد والنار إلى ان اصابت اللعنة نسلهم حيث يولد اطفالهم مذءوبين وكان المرض يبدأ باسوداد لون البول ثم المغص وبعدها يتحولون إلى مسوخ ذئاب تعدي كل من تعضه وتصيبه باللعنة.
من أشهر القصص التي تتحدث عن الذئب هي «ذات الرداء الأحمر - Littile Red Riding Hood» حيث يتنكر الذئب في صورة جدة الفتاة البريئة ليخدعها، ويبدو أن الذئب لا يصعب عليه في هذه القصة شي سواء تنكراً أو كلاماً. لقد كان السحرة يتنكرون في أشكال الحيوانات ليسافروا عبر البلاد غير ملحوظين، فهل هناك رابط ما؟؟
وأيضا هنالك أسطورة رابعة:
بأن المستذئب قد يصبح مستذئباً بثلاث حالات وهم قد يكون مستذئب بالوراثة أي عائلته وأجداده مستذئبين بالفطرة فيصبح المولود أيضا مستذئب كاهله والحالة الثانية يكون من العضة أي المستذئب يعض البشري فيصبح مستذئب أو قد تكون لعنه من آلهه أو سحر ألقى عليه وكانت تقول الأساطير بانه لايخرج عن هذه الثلاث حالات.

## المستذئب عبر التاريخ
لقد كان هنالك شواهد مريبة على هذه الأسطورة وقد وصفها علماء لهم ثقلهم
لقد وصفها الطبيب اليوناني «مارسيليوس السايدي» من أركاديا حين تحدث عما يدعى (لايكا أنثروبي) أي (حالة التصور الذئبي) حيث يأكل المريض اللحم النيء ويعوي كلما رأى القمر بدراً
حتى علماء العرب شديدوا الرصانة كتبوا عن هذا المرض ومنهم «ابن سينا» و«الزهراوي»، حيث لاحظ ابن سينا لدى أحد مرضاه كثافة في الشعر وكبراً بالجبهة وخوفاً من الضوء وقد أسماه حينها بـ (القُطرب).
في البحث في عادات وتقاليد رجال الشمال - Norsemen (إسكندنافيا وما حولها) وجد ان هنالك محاربين أسطوريين يدعون البرسركيين - Berserkers, كانوا مجموعة من رجال الشمال والذين عرفوا بوحشيتهم وعنفهم بالقتال. لا يخافون، لا يشعرون بالألم، وقوتهم البشرية خارقة، يقاتلون حتى النهاية ولا استسلام. لاستعدادهم للحرب فانهم يرتدون جلود الدببة أو الذئاب ! وعند البحث عن اصل كلمة بيرسيرك - Berserk (و تعني المقاتل المسعور والشرس) في لغة أهل الشمال فانها تأتي من «جلد الدب - Bear Skin»، وهنالك محاربون آخرون يلبسون جلد الذئب فقط وهم " ulfheobar " أو " ulfhedin "، لكنهم بالنهاية صنفوا جميعاً تحت اسم البرسركيون - Berserkers. كان اعتقادهم انه عند لبس هذه الأردية المخيفة فانهم يكتسبون قوة وشراسة هذه الكائنات. ويصف رجال الشمال (الفايكينج) طريقة قتال البيرسركيين بأنهم ممسوسين بشراسة ووحشية لا تجدها الا بالوحوش البرية.
من الجدير بالذكر ان الرحالة العربي «أحمد بن فضلان» الذي سافر مع «بولفاي» أحد أمراء الشمال قد قابل هؤلاء الوحوش وفي تلك المعارك كسرت شوكتهم إلى الأبد بفضل ذكاء الرحالة العربي، لقد أوصاه «بولفاي» بكتابة هذه الملحمة ليتذكرها من بعدهم وبذلك فقد أرخت في التاريخ العربي ضمن «رحلات ابن فضلان» وخلدت في عالم السينما في فيلم «المقاتل الثالث عشر -13th warrior» الذي مثله انطوني بانديراس وعمر الشريف والمعروف انا للمستذئب أعداء لدودين وهم «مصاصو الدماء» وهذا عبر التاريخ تتوارثه الأسطورة ولكن هناك أسطورة خاطئة عن المستذئب بان مصاصو الدماء أقوى فكيف هذا يا ترى المستذئبين أقوى ولكن الأفلام وليس المسلسلات تظهرهم انهم أقوى. وحتى انا المستذئب له تاريخ حافل، يقال ان المغوليين الذين يدعون بالمغول وهم سكنوا تايلند فيما مضى كانو يشربون دماء الذئب لاعتقادهم انه سيعطيهم قوة المستذئب ويرتدون جلود الذئاب ليصبحوا اقوياء في المعركة.

## بورفيريا
تحدثت النشأة الثالثة للأسطورة عن اسوداد البول والمغص كذلك تحدث العلماء عن كثافة الشعر وحب اللحم النيء، وهذه اعراض مرض له تفسير علمي وعلاج واطلق عليه (مرض الرجل الذئب) اما الاسم العلمي له فهو (بورفيريا)
و هو عبارة عن اختلال تمثيل الحديد في جسم الإنسان ومن ثم تحدث اعراض المغص والبول الأسود (المتضمن للحديد)
و في حالات نادرة تسطيل الاظافر وتبرز الانياب ويتجعد الجلد، تصير الحواجب كثيفة والشفاه متشققة والعينان حمراوين ويتجنب المريض الشمس لانه لا يتحملها
باختصار يتحول إلى ذئب بشري ولكن عند قتلهم يعود إنسان كما كان.
و من ثم تولد الأسطورة، ويضفي عليها خيال الإنسان وخوفه من المجهول ذلك الكيان المرعب الذي نعرفه حاليا من قصص وافلام الرعب التي يستخدمون فيها المؤثرات المذهلة المخيفة
ربط القمر الكامل بالمستذئب عرضياً لما يرمز له القمر من قوة غير طبيعية عند القدماء وقدرته على دفع البشر نحو الجنون وحيث يرتبط الإنسان بالوحش بشكل سحري وخارق للطبيعة ولربما بدا مريض الرجل الذئب على هذه الهيئة، لكن هل وجدت هذه الكائنات حقاً؟؟
بقي أن نذكر ان مصاصي الدماء يرمزون إلى الطبقة الراقية من المجتمع، بينما يرمز المستذئبين إلى الطبقة العاملة والكادحة، اما الزومبي أو الموتى الأحياء يرمزون إلى الطبقة الفقيرة جدا.

### كيف يمكن قتلهم
تقول الاساطير أنه يمكن قتلهم عن طريق:
- طعنهم بسكين من الفضة
- إطلاق النار عليهم برصاصة من فضة في القلب

أول فيلم عرض عن المستذئب هو فيلم مستذئب لندن (بالإنجليزية: Werewolf of London)‏ في عام 1935 وكان ببطولة هنري هال.